# Maternelle (film, 2009)
Pour les articles homonymes, voir La Maternelle.
Pour plus de détails, voir Fiche technique et Distribution.
Maternelle est un film belge réalisé par Philippe Blasband, sorti en 2009.

## Fiche technique
- Titre : Maternelle
- Réalisation : Philippe Blasband
- Scénario : Philippe Blasband
- Photographie : Ella Van den Hove
- Décors : Françoise Joset
- Costumes : Sabine Zappitelli
- Son : Antoine Vandendriessche
- Musique : André Dziezuk et Marc Mergen
- Montage : Lenka Fillnerova
- Société de production : Climax Films
- Pays d'origine :  Belgique
- Durée : 83 minutes
- Dates de sortie : 
  - Festival des films du monde de Montréal : août 2009[1]
  - Belgique - 15 septembre 2010

## Distribution
- Anne Girouard : la mère
- Didier De Neck : Frank
- Aylin Yay : Viviane
- Benoît Verhaert : le père de Gaspard
- Chloé Struvay : Zoé
- Cédric Juliens : Nicolas
- Jeanne Scahaise : Agathe
- Nathalie Laroche : Régine
- Diego Dalmans : Gaspard
- Florence Roux Eyre : une institutrice
- Benoît Vandorslaer : le médecin